# Риб-Адди
Риб-Адди — царь Библа, правивший около 1375—1355 годов до н. э.

## Биография
Риб-Адди известен по амарнским письмам, которые он направлял своим сюзеренам, фараонам Древнего Египта Аменхотепу III и Эхнатону. Сохранилось более 60 отправленных им посланий. Риб-Адди, носивший также египетский титул военачальника, сообщал преимущественно о политической ситуации в Финикии и Северной Сирии, о междоусобицах в этом регионе мелких княжеств и городов-государств. Врагами Библа здесь выступают правитель Амурру Абди-Аширта и, затем, его сын Азиру. После того, как последние нанесли Риб-Адди несколько поражений и овладели частью его земель, царь Библа обратился к правителю Египту за военной помощью. Аменхотеп III такую помощь оказал, в то время как Эхнатон избегал военного вмешательства в политические события за пределами Египта, что привело к фактической утрате им контроля за Сирией, Финикией и Палестиной. В результате Риб-Адда был свергнут собственным братом Илирабихом и погиб во время скитаний по Леванту.